# Oparîpsî, Radîvîliv
Oparîpsî (în ucraineană Опарипси) este un sat în comuna Buhaiivka din raionul Radîvîliv, regiunea Rivne, Ucraina.

## Demografie
Componența lingvistică a localității Oparîpsî
     Ucraineană (99,25%)
     Alte limbi (0,75%)
Conform recensământului din 2001, majoritatea populației localității Oparîpsî era vorbitoare de ucraineană (99,25%), existând în minoritate și vorbitori de alte limbi.